# Sakramentar

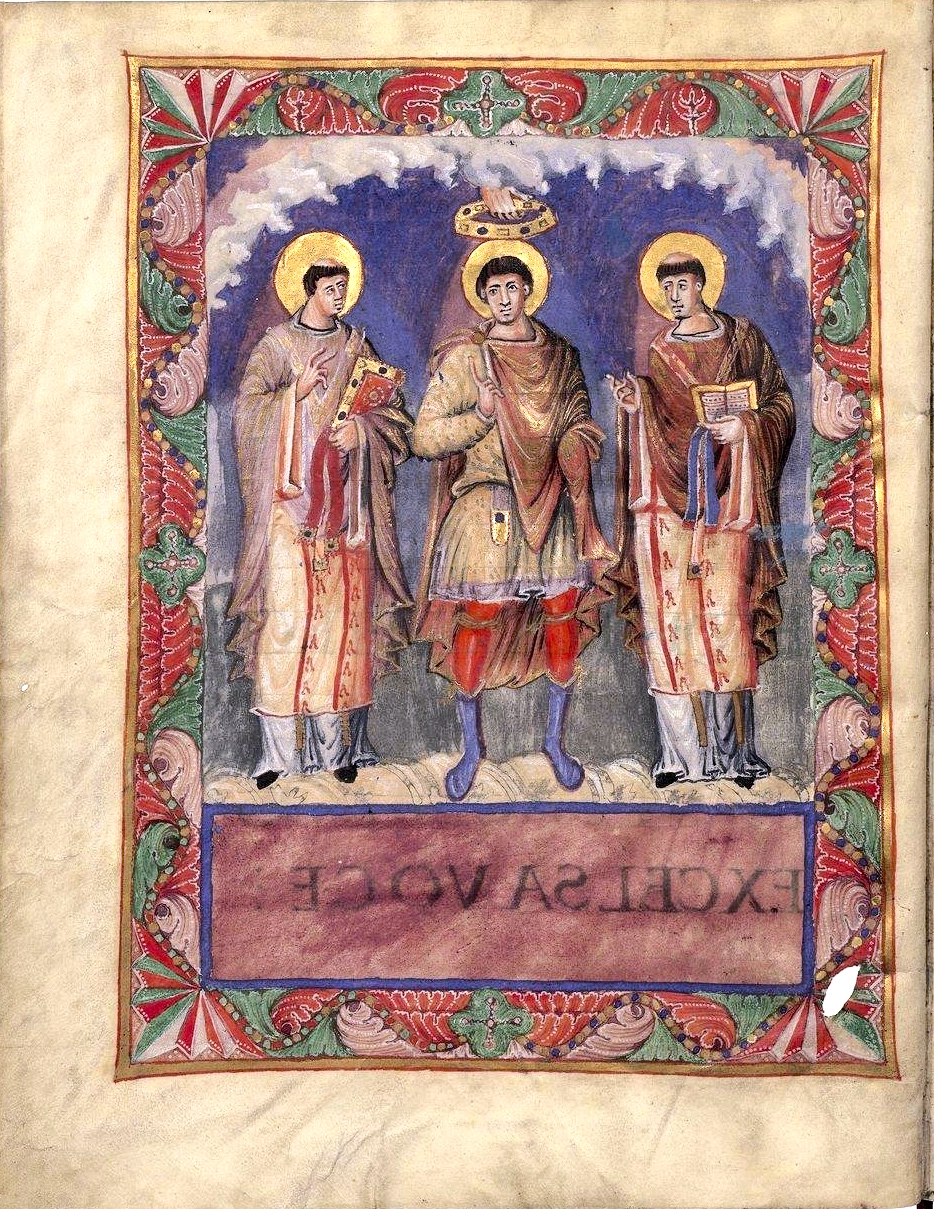
Seite aus dem Sakramentar Karls des Kahlen, um 870
(Paris, BNF, Lat. 1141, fol. 2v)

Das Sakramentar, auch Sacramentarium, ist eine Sammlung von Gebeten für den Vorsteher der Eucharistie und anderer gottesdienstlicher Feiern. Zu deren Durchführung bedarf es weiterer liturgischer Bücher wie des Lektionars bzw. Evangelistars und des Graduale bzw. Antiphonars.
Das Sakramentar entstand in der ausgehenden Spätantike und dem frühen Mittelalter. Ab dem 10./11. Jahrhundert (vgl. Missale von Benevent) wurde es allmählich durch das Voll-Missale ersetzt, das sämtliche Texte der Messe enthält. Diese wurden dann im Missale Romanum von 1570 weitestgehend vereinheitlicht.
Für die mittelalterliche Kunstgeschichte und Ikonographie sind Sakramentare wichtig, weil sie als heilige Bücher häufig mit reicher Buchmalerei (Illuminationen) verziert und mit kostbaren Buchdeckeln in Goldschmiedearbeiten ausgestattet sind, in die häufig auch Elfenbeinplatten eingefügt wurden.

## Entstehungsgeschichte
Die Gebete und Handlungen blieben lange Zeit mündlich überliefert. Mit der Zeit entstanden im Osten Euchologien, im Westen römische und nicht-römische Sakramentare, etwa das in drei Bücher (Temporale, Sanctorale, Orationen und Canon Missae) gegliederte Gelasianum Vetus (GeV) (Mitte des 7. Jahrhunderts), das Gelasianum des 8. Jahrhunderts (Junggelasianum), oder das Gregorianum in seinen drei aus dem 7. Jahrhundert stammenden, jedoch erst durch Handschriften des 9. Jahrhunderts überlieferten Zweigen (Typ I Gregorianum-Hadrianum [GrH], ergänzt durch das Supplementum Anianense Benedikts von Aniane [Cambrai, Bibl. municipale, 164], Typ II Paduense [Padua, Bibl. Cap., D 47], Typ III Prae-Hadrianum, [Trient, Castel del Buon Consiglio, s. n.] ca. 825 für Arn von Salzburg geschaffen) sowie das Mailänder, das gallikanische, keltische, altkampanische, altspanische Sakramentar.
Hypothetisch sind die Ursprünge und sehr unsicher die Geschichte bis zur Karolingischen Renovatio. Inwieweit hier von einer Traditio Apostolica gesprochen werden kann und ob diese bereits von Anfang an schriftliche Grundlagen besaß, ist reine Glaubenssache. Um die richtigen und rechten Gebete festzuhalten, entstanden seit der Spätantike libelli, kleine Bücher, in denen man niederschrieb, was man für die Liturgie vor Ort brauchte. In den libelli missarum wurde erstmals eine Messliturgie aufgezeichnet. Sie waren das erste Messbuch der Christenheit, enthielten aber keine Beschreibung der Riten. Bald gab es eine Vielzahl solcher libelli, man nahm diese in größere Bücher, die liturgischen Bücher zusammen. Zu unterscheiden ist zwischen Sakramentartypen und einzelnen Sakramentarhandschriften.
Im 7. Jahrhundert entstand eine erste nach Monaten geordnete Sammlung von schriftlich fixierten Gebeten, das Sacramentarium Veronense (VE) (Verona, Bibl. Cap., Ms. LXXXV, erstes Viertel des 7. Jahrhunderts), eine erste große Sammlung von Gebetstexten noch ohne rituelle Anweisungen. Im 8. Jahrhundert kommt es im Zuge der pippinischen Liturgiereform zur Vermischung römischer Sakramentare vom gelasianischen Typ mit gallischem Material, es entstehen die sog. Jungelasiana (auch „Gelasianum des 8. Jahrhunderts“ genannt). Auf Initiative Karls des Großen orientierte man sich in der karolingischen Renovatio wieder stärker am römischen Vorbild und an der überragenden Gestalt des heiligen Papstes Gregor I., auf den, zu Unrecht, ein tatsächlich auf Papst Honorius I. (625–638) zurückgehendes stadtrömisches Sakramentar („Gregorianum“) zurückgeführt wurde, von dem Papst Hadrian I. Karl auf dessen Wunsch hin ein Exemplar („Hadrianum“) übersandt hatte. In der Folgezeit entstehen neue Mischtypen, die gelasianisches Material in das Gregorianische Sakramentar überführen.

## Bedeutende Sakramentare

### 6./7. Jahrhundert

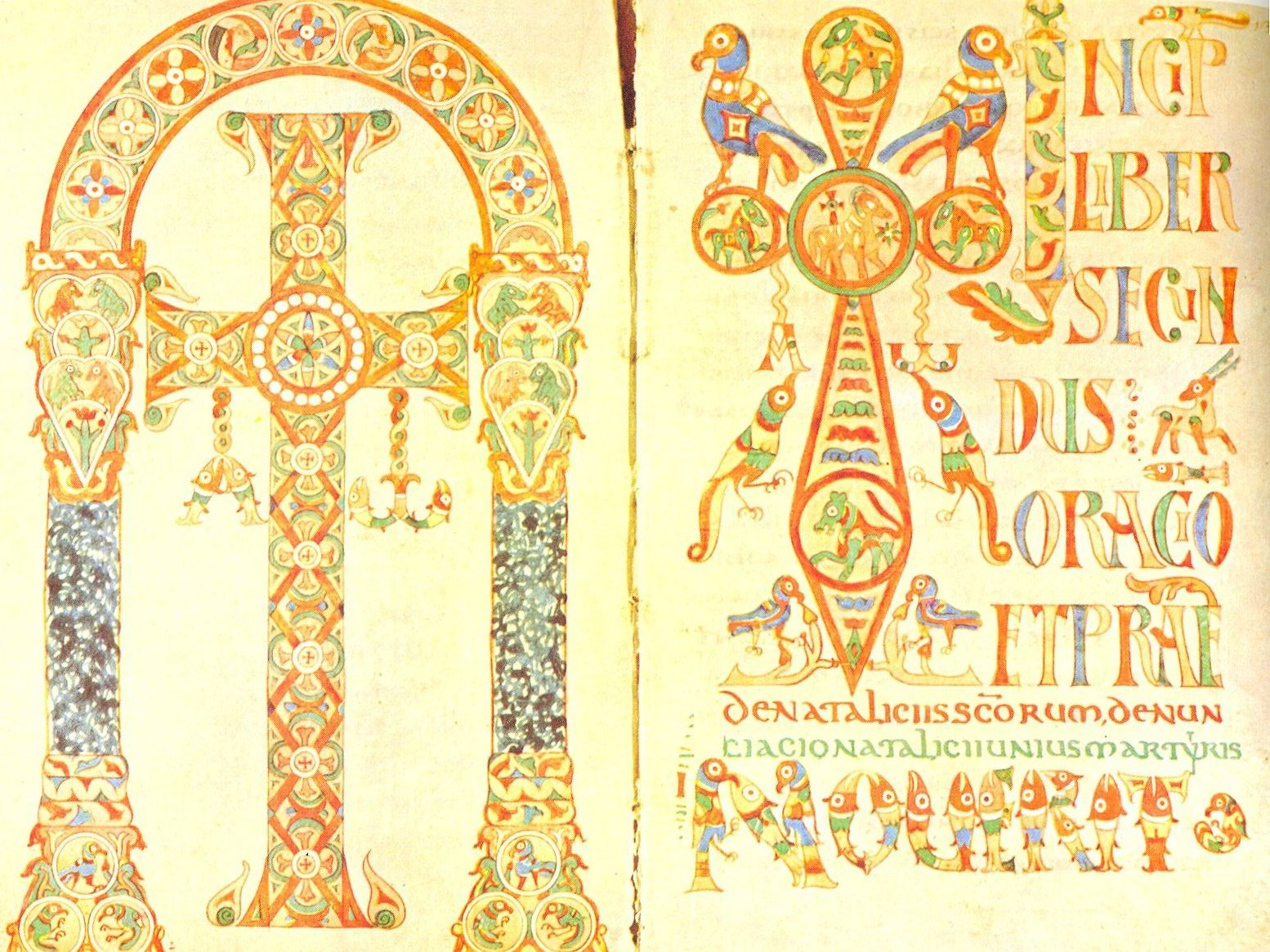
Sacramentarium Gelasianum

- Sacramentarium Leonianum (Sacramentarium Veronense, Sakramentar Leos des Großen), Verona
- Sacramentarium Gelasianum (Alt-Gelasianum, Sakramentar Gelasius’ I.)

### 7. Jahrhundert
- Sacramentarium Gregorianum (Sakramentar Gregors des Großen), 715–731
- Sakramentar des Marinianus von Ravenna
- Sacramentarium Gallicanum (Gallisches Sakramentar)

### 8. Jahrhundert
- Sacramentarium Gregorianum-Hadrianum, der Legende nach von Hadrian I. Karl dem Großen übersandt, nachdem dieser die Liturgie des Frankenreiches vereinheitlichen wollte
- Sakramentar von Bobbio, 8. Jahrhundert
- Sakramentar Pippins (Misch-Gelasianum, Jung-Gelasianum)
- Sakramentar von Gellone, um 780
- Sakramentar des Arbeo von Freising
- Sakramentar von Rheinau, um 795/800
- Sakramentar von Angoulême
- Sakramentar von Monza

### 9. Jahrhundert
- Sakramentar von Amiens

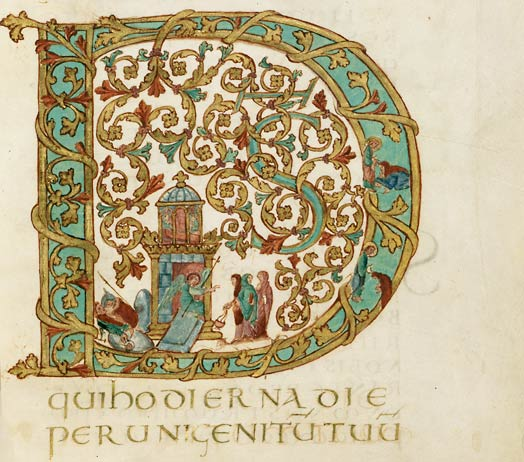
Drogo-Sakramentar

- Sakramentar von Mainz, Stift St. Alban vor Mainz
- Sakramentar von Trient (Codex Tridentinus), Kloster Säben um 825
- Sakramentar von Autun (Codex Augustodunensis), um 845
- Drogo-Sakramentar, 850
- Sakramentar von Metz, 2. Hälfte 9. Jahrhundert, wahrscheinlich für Karl den Kahlen angefertigt, mit einer berühmten Krönungsdarstellung
- Sakramentar aus der Abtei Echternach, Ende 9. Jahrhundert
- Pamelius-Sakramentar, Köln 870–875 und 891–896
- Lorscher Prachtsakramentar, Lorsch, Mitte oder 2. Hälfte 9. Jh.

### 10. Jahrhundert

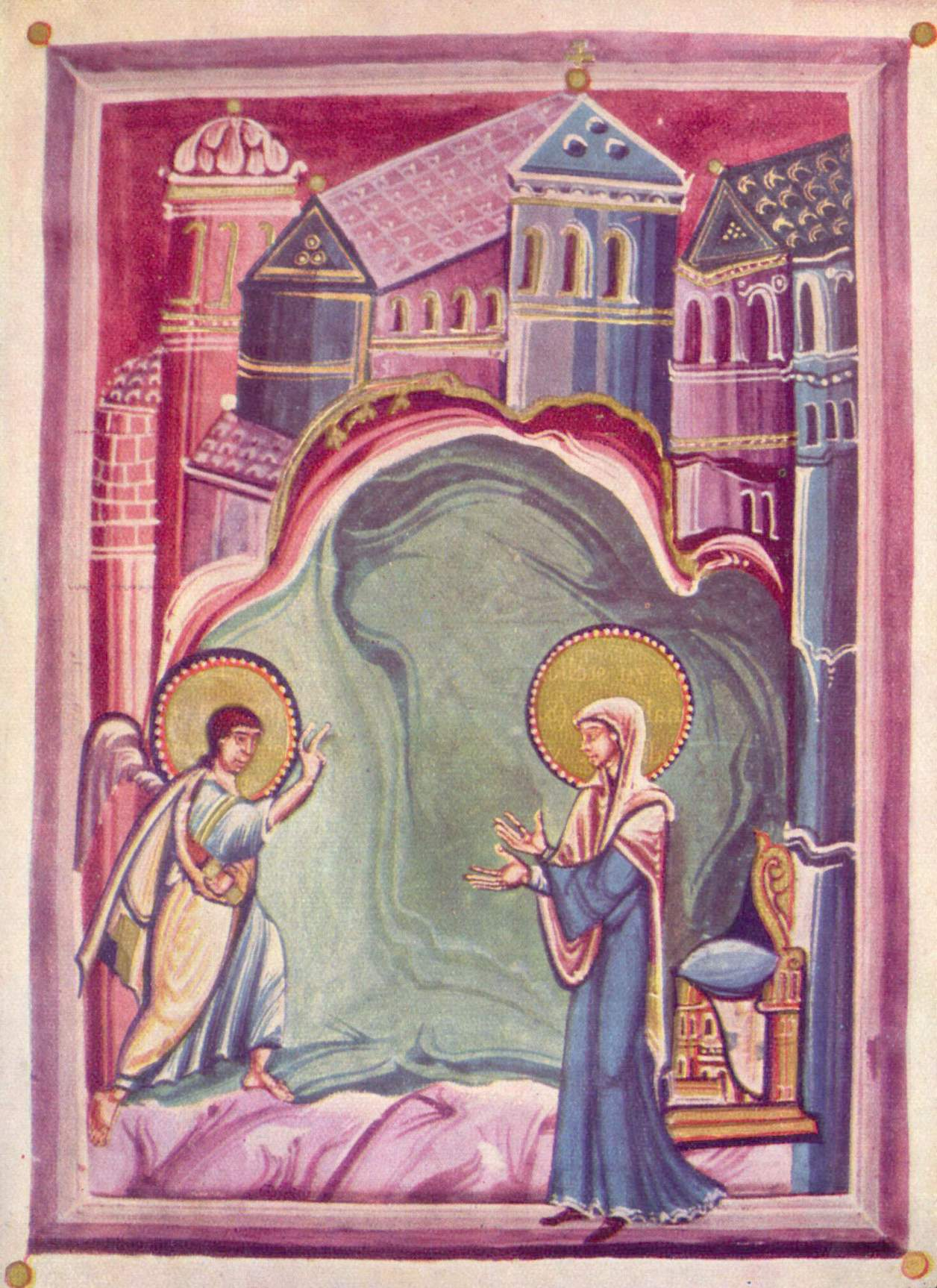
Sakramentar von St. Gereon

- Sakramentar von Fulda, Kloster Fulda um 975
- Sakramentar von Hornbach, Kloster Hornbach, der Reichenauer Malschule zugehörig, um 983
- Sakramentar von Petershausen, Kloster Reichenau, um 970/980
- Sakramentar von  St. Gereon, Köln, Kölner Buchmalerschule, Datierung strittig, spätestens 1002
- Sakramentar von St. Paul im Lavanttal, Kloster Reichenau, um 970, mit berühmten Darstellungen liturgischer Handlungen

### 11. Jahrhundert

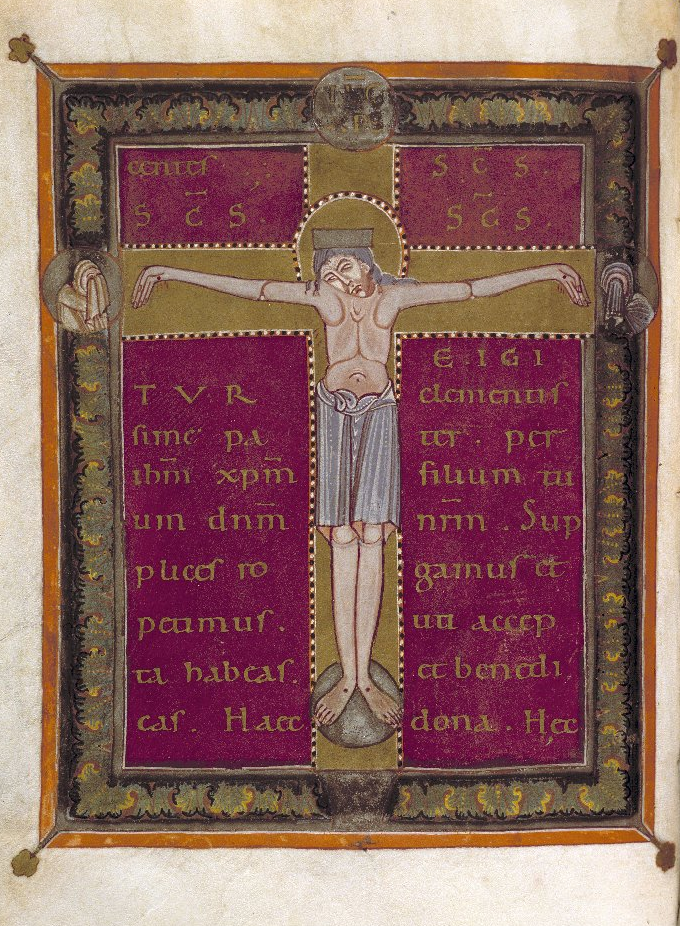
Sakramentar von Tyniec

- Sakramentar des Bischofs Warmondo/Warmund, 1000
- Sakramentar von Figeac, Südfrankreich
- Sakramentar von Venedig
- Sakramentar von Salzburg
- Sakramentar der Abtei Saint-Wandrille
- Sakramentar von Regensburg, von Heinrich II. gestiftet
- Sakramentar von Minden, von Bischof Sigebert gestiftet
- Sakramentar und Graduale von Echternach, um 1030
- Sakramentar von St. Gallen, um 1050, mit berühmtem Pfingstbild
- Sakramentar von Lorsch, Mitte 11. Jahrhundert
- Sakramentar von Tyniec, Köln, 1060–1070

### 12. Jahrhundert
- Sakramentar von Tours
- Ratmann-Sakramentar, 1159
- Sakramentar von Millstatt, 1170/1180

### 13. Jahrhundert
- Sakramentar des Abtes Berthold, Abtei Weingarten, um 1215
- Hainricus-Sacrista-Sakramentar, um 1220